# Gabriele Jannelli
Gabriele Jannelli (Brienza, 8 settembre 1892 – Roma, 26 febbraio 1956) è stato un politico italiano.

## Biografia
Padre di Eugenio Jannelli, professore all'Università di Napoli, massone, nel 1913 fu iniziato nella Loggia "I Figli di Garibaldi" di Napoli, nel 1922-1913 fu eletto Maestro venerabile della sua loggia e nel secondo dopoguerra fu eletto per tre mandati Maestro venerabile della sua loggia d'iniziazione, Consigliere dell'Ordine, nel 1949 fu eletto Grande Oratore del Grande Oriente d'Italia e in seguito Luogotenente Sovrano Gran Commendatore del Rito scozzese antico ed accettato, del Supremo Consiglio del quale fu membro effettivo.
Membro del Partito Socialista Italiano, fu eletto al Senato nel 1948 con il Fronte Democratico Popolare. Concluse il mandato parlamentare nel 1953.